# لوسیوس فلاویوس سیلوا
لوسیوس فلاویوس سیلوا (انگلیسی: Lucius Flavius Silva; ۱ ژانویهٔ ۰۰۴۰ – ۱ ژانویهٔ ۰۰۸۱) افسر (نیروهای مسلح)، و سیاستمدار اهل روم باستان در یهودیه (استان روم) بود.